# Stefan Szulc

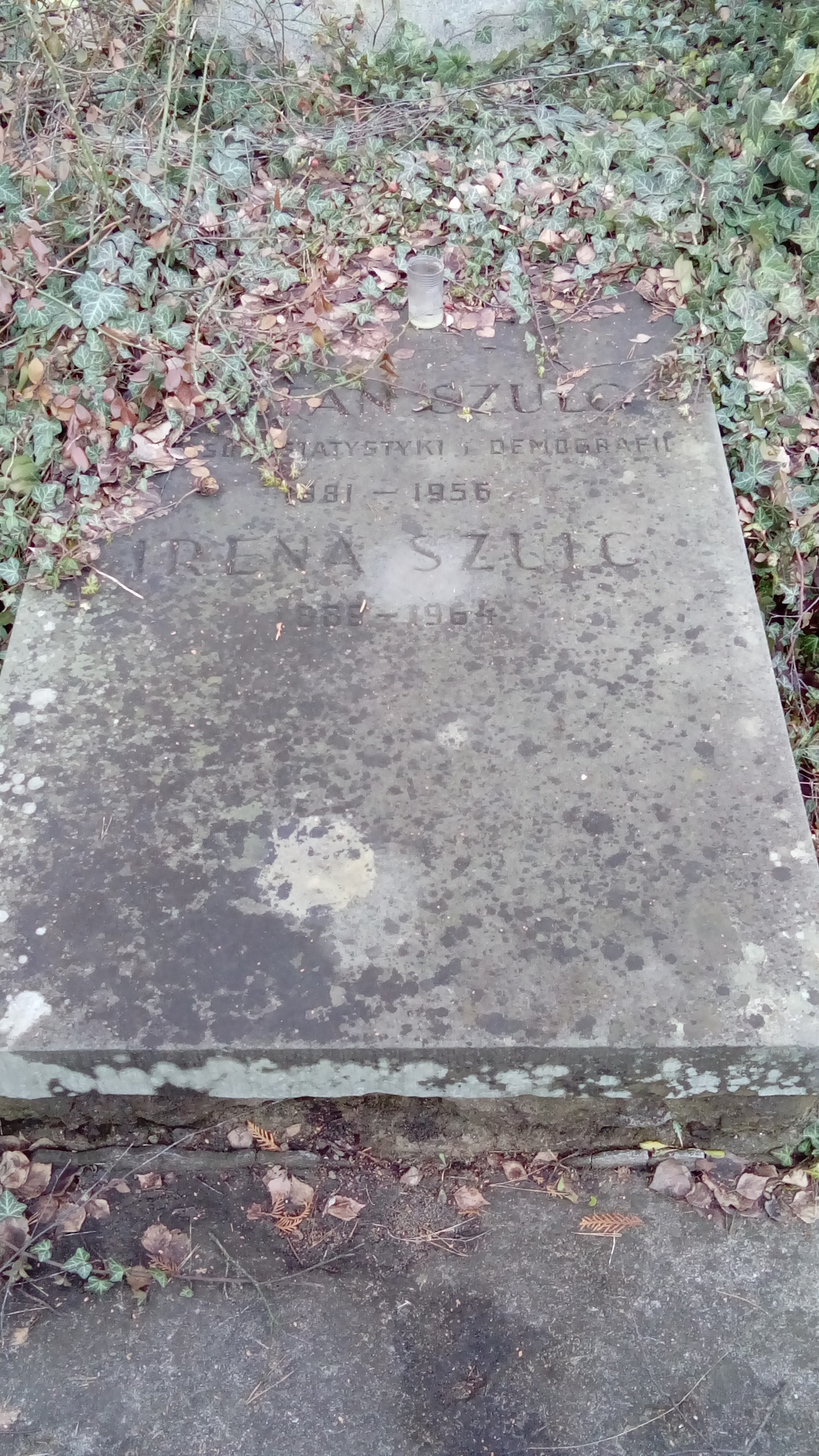
Grób Stefana Szulca na cmentarzu Wojskowym na Powązkach

Stefan Aleksander Szulc (ur. 19 grudnia 1881 w Prażuchach, zm. 12 października 1956 w Warszawie) – polski ekonomista, statystyk, demograf, wykładowca akademicki.

## Życiorys
Urodził się 19 grudnia 1881 r. w Prażuchach, pow. kaliski, w rodzinie Edmunda Hermana (1851–1903). W 1900 r. ukończył szkołę średnią w Warszawie. W latach 1900–1906 studiował teologię i filozofię na uniwersytecie w Dorpacie, w latach 1906–1910 historię, ekonomię i nauki społeczne w Towarzystwie Kursów Naukowych (późniejsza Wolna Wszechnica Polska) w Warszawie, w latach 1910–1911 ekonomię i statystykę na uniwersytecie w Berlinie. W okresie 1906–1919 (z przerwą w latach 1910–1911) pracował jako nauczyciel języka niemieckiego w szkołach średnich, prowadząc jednocześnie własne badania naukowe.
1 stycznia 1919 r. rozpoczął pracę w Głównym Urzędzie Statystycznym początkowo jako referent, następnie: kierownik Biblioteki, naczelnik Wydziału Wydawnictw i Pomocy Naukowych, naczelnik Wydziału Statystyki Ludności i redaktor główny GUS.
Od 1920 r. prowadził działalność dydaktyczną w Wolnej Wszechnicy Polskiej początkowo jako docent, a od 1936 r. jako profesor nadzwyczajny statystyki i demografii tej uczelni. Od 1923 r. wykładał statystykę i demografię na Wydziale Prawa Uniwersytetu Warszawskiego w formie prac zleconych.
Podczas II wojny światowej pracował we Lwowie w Instytucie Handlu Radzieckiego, a od 1941 r. - w Wydziale Statystycznym Zarządu Miejskiego m. st. Warszawy. Nauczał statystyki i demografii na tajnych kursach Uniwersytetu Warszawskiego, Wolnej Wszechnicy Polskiej i Szkoły Głównej Handlowej. Po powstaniu warszawskim został wywieziony z Warszawy, przebywał we wsi Krępa i w Żelazowej Woli.
Po powrocie do Warszawy, od 12 marca 1945 do 22 sierpnia 1949 r. pełnił funkcję prezesa Głównego Urzędu Statystycznego. Prowadził także wykłady ze statystyki i demografii w Szkole Głównej Planowania i Statystyki i na Uniwersytecie Warszawskim. W 1947 r. został profesorem zwyczajnym Uniwersytetu Warszawskiego. Był członkiem i od 1947 r. prezesem Polskiego Towarzystwa Statystycznego, a od 1956 r. członkiem korespondentem Polskiej Akademii Nauk. Ponadto był członkiem Towarzystwa Ekonomistów i Statystyków Polskich, członkiem założycielem Polskiego Instytutu Zagadnień Ludnościowych, członkiem Polskiego Towarzystwa Ekonomicznego, Towarzystwa Naukowego Warszawskiego oraz członkiem Zarządu Międzynarodowej Unii Badania Naukowego Zagadnień Ludnościowych.
Jego podwładna, bibliotekarka Jadwiga Borsteinowa, o Stefanie Szulcu: „zawsze można było zasięgnąć u niego jak najrozumniejszej rady, gdy miało się do przezwyciężenia szczególne trudności”. 
Od 1916 r. był mężem Ireny (1888–1964).
Zmarł w Warszawie, pochowany na cmentarzu Wojskowym na Powązkach (kwatera B2-10-23).
Materiały archiwalne Stefana Szulca znajdują się w PAN Archiwum w Warszawie.

## Publikacje
- Wartość materiałów statystycznych dotyczących stanu ludności b. Królestwa Kongresowego (1920)
- Majątek społeczny b. Królestwa Polskiego (1922)
- Małżeństwa, urodzenia i zgony w województwach południowych. Dane ogólne za lata 1919–1925 (1928)
- Ocena krytyczna wyników spisu gospodarstw wiejskich z dnia 30 IX 1921 roku (1928)
- Tablice wymieralności województw poznańskiego i pomorskiego 1922 roku (1928)
- Polskie tablice wymieralności 1927 roku (1931)
- Ruch naturalny ludności w Polsce w latach 1895–1935 (1936)
- Metody statystyczne (1952)

## Ordery i odznaczenia
- Krzyż Komandorski Orderu Odrodzenia Polski (28 września 1954)[10]
- Krzyż Oficerski Orderu Odrodzenia Polski (19 lipca 1946)[11]
- Złoty Krzyż Zasługi[3]
- Medal 10-lecia Polski Ludowej (19 stycznia 1955)[12]